# Бобынины
Бобынины (Бобинины, Бабынины) — русский дворянский род, восходящий к концу XVI века и записанный в VI часть родословных книг губерний Смоленской, Тульской и Нижегородской.
Древнейшее упоминание об этом роде восходят к 1514 году, когда один из его представителей Юрий Григорьевич Бобынин, построил в Московском Кремле, у Фроловских ворот церковь святого Афанасия Александрийского, а Алексей Бобынин предоставил свой дом для проживания турецкого посла.
Михаил Бобинин в 1610 году был головою в Коломне и передал город Тушинскому вору (Лжедмитрий II).
Иван Никитович нёс государеву службу в Дорогобуже в 1617, под Можайском в 1618 и в Коломне в 1619 году.
В XVII столетии Бобынины служили в стряпчих, городовых дворянах, стольниках и дворянах московских. Встречаются в роде Бобыниных и дьяки: так, Василий Бобынин был дьяком сперва в Посольском приказе с 1676 по 1678 год, а потом в приказе малороссийском. В 1684 году он участвовал в переговорах с датским послом фон Горном и в заключении мирного договора с Данией. Под подлинной договорной грамотой сохранилась его печать. В 1696 г. он изготовил жалованную грамоту Петра I Афонскому Зографскому монастырю, под текстом которой стоит его подпись: «Великаго государя его царскаго величества диак Василий Бобинин».
При подаче документов в 1686 году для включения рода в Бархатную книгу была предоставлена родословная роспись Бобининых.

## Известные представители
- Бобынин Гордей — подьячий в 1602 г[3].
- Бобынин Панкратий — подьячий, воевода в Сольвычегодске в 1619 г., в Севске в 1622 г.
- Бобынины: Григорий и Иван Никитичи — коломенские городовые дворяне в 1627-1629 г.
- Бобынин Василий — дьяк, воевода в Смоленске в 1672-1675 г[4].
- Бобынин Василий — дьяк в 1677 г.
- Бобынины: Авраам Иванович. Алексей Иванович Большой, Гавриил Васильевич, Григорий Петрович, Сергей Андреевич —московские дворяне в 1676-1692 г.
- Бобынины: Степан и Иван Авраамовичи, Родион и Семён Алексеевичи — стольники в 1677-1692 г.
- Бобынин Василий Иванович — дьяк в 1692 г[5].
- Бобынин, Виктор Викторович (1849—1919) — российский учёный, педагог, историк математики; один из авторов Энциклопедического словаря Брокгауза и Ефрона.